# Montboucher-sur-Jabron
 Montboucher-sur-Jabron  là một xã thuộc tỉnh Drôme trong vùng Auvergne-Rhône-Alpes đông nam nước Pháp. Xã Montboucher-sur-Jabron nằm ở khu vực có độ cao trung bình 115 mét trên mực nước biển.